# Harpactea serena
Harpactea serena är en spindelart som först beskrevs av Simon 1907.  Harpactea serena ingår i släktet Harpactea och familjen ringögonspindlar. Inga underarter finns listade i Catalogue of Life.